# 福氏埃塞蛇鰻
福氏埃塞蛇鰻，為輻鰭魚綱鰻鱺目糯鰻亞目蛇鰻科的其中一種，分布於東大西洋的維德角群島海域，棲息深度25-30公尺，體長可達32.1公分，棲息於底層海域，屬肉食性，生活習性不明。

## 擴展閱讀
維基物種上的相關：福氏埃塞蛇鰻